# Russian Ballet Society
La Russian Ballet Society è un'accademia di danza classica inglese.

## Storia
Le radici della Russian Ballet Society risalgono al 1923, quando Nikolaj Legat (Nicolas) e sua moglie Nadine Nicolaeva giunsero in Gran Bretagna dalla Russia. Dopo un breve periodo in Francia, tornarono a Londra dove aprirono una scuola di balletto classico a Colet House.
Quando nel 1937 Legat morì, sua moglie Nadine si trasferì nel Kent e fondò la “Legat School”, prima scuola residenziale nel Regno Unito. Madame Legat insegnava ai suoi studenti il rigore e la perfezione della tecnica classica accademica combinata con la consapevolezza della gestione del proprio corpo e della mente, creando una forma espressiva potente e meravigliosamente armoniosa.
Nel 1962 Eunice Bartell, una delle allieve più promettenti di Madame Legat, e suo marito Leon, entrambi Primi Ballerini della Compagnia Anglo-Polacca, iniziarono ad insegnare al fianco di Madame Legat presso la sua scuola di Londra.
Quando nel 1968 Madame Legat andò in pensione e Leon Bartell morì prematuramente, Madame Eunice Bartell fu nominata Direttrice della Legat School di Londra e ne mantenne la direzione fino al 1986. Da tale anno in poi Madame Bartell continuò a dirigere la Russian Ballet Society fondata da Nadine Nicolaeva Legat, Lydia Kyasht e Flora Fairbairn con lo scopo di preservare e diffondere l’unicità e l’assoluta e indiscussa validità del metodo russo d’insegnamento della danza classica. 
Nato a Mosca nel 1869, figlio d’arte di genitori entrambi insegnanti al Bol'šoj, Nikolaj Legat entrò subito a far parte della Scuola del Teatro di San Pietroburgo. Nel 1888 ne divenne Primo Ballerino. Alunno di Christian Johansson, continuò in suo nome l’insegnamento dei corsi accademici di perfezionamento ed ebbe come alunni nomi celebri della danza: Anton Dolin, Margot Fonteyn, André Eglevskij, Moira Shearer, Nathalie Krassovska, Frederick Ashton e Agrippina Vaganova.
Tra le sue partner memorabili ricordiamo Anna Pavlova e Nadine Nicolaeva Legat, che successivamente divenne sua moglie.
Nel 1923 aprì con sua moglie la Legat School a Londra dove insegnò fino al 1937, anno del suo decesso.
Anche se in Russia il metodo Legat fu rivisto da Agrippina Vaganova, il maestro Nikolaj Legat continua ad essere una pietra miliare della danza accademica e c’è una tendenza ad una grande rivalutazione della sua fama e del suo indiscutibile apporto dato allo sviluppo della metodologia russa anche negli ambienti dell’Accademia Agrippina Vaganova.

### La Russian Ballet Society oggi
Ha sede a Londra sotto la Presidenza di Mrs Deborah Adamou e la Direzione Artistica di Mr Robert Hampton ed offre un corso di studi secondo programmi contemplati da Enti di Valutazione e Riconoscimento delle qualifiche artistiche internazionali.
Le certificazioni rilasciate al conseguimento degli esami sono riconosciute da CDET ( COUNCIL FOR DANCE EDUCATION & TRAINING):organo di affiliazione e garanzia di qualità nel settore della danza professionale e degli enti lirici e da OFQUAL(OFFICE OF QUALIFICATIONS AND EXAMINATIONS REGULATION, Organo di regolamentazione di qualifiche, esami e valutazioni nel Regno Unito).
Esso agisce come un dispositivo di regolamentazione delle qualifiche artistiche.
Nel 2013 è stata fondata in Italia la Russian Ballet Society Italia sotto la presidenza della Dott.ssa Enza Bracciale e la vicepresidenza della Dott.ssa Desirée Motta, con lo scopo di riunire tutte le scuole Russian già esistenti in Italia , di promuovere la diffusione del Metodo Legat in Italia e di costituire un’entità giuridica a tutti gli effetti nel panorama coreutico italiano.
Sono presenti sedi in Italia, Germania, Malta, Cipro, Slovenia, Stati Uniti d'America, Thailandia e in Giappone.